# Seabees en la Segunda Guerra Mundial

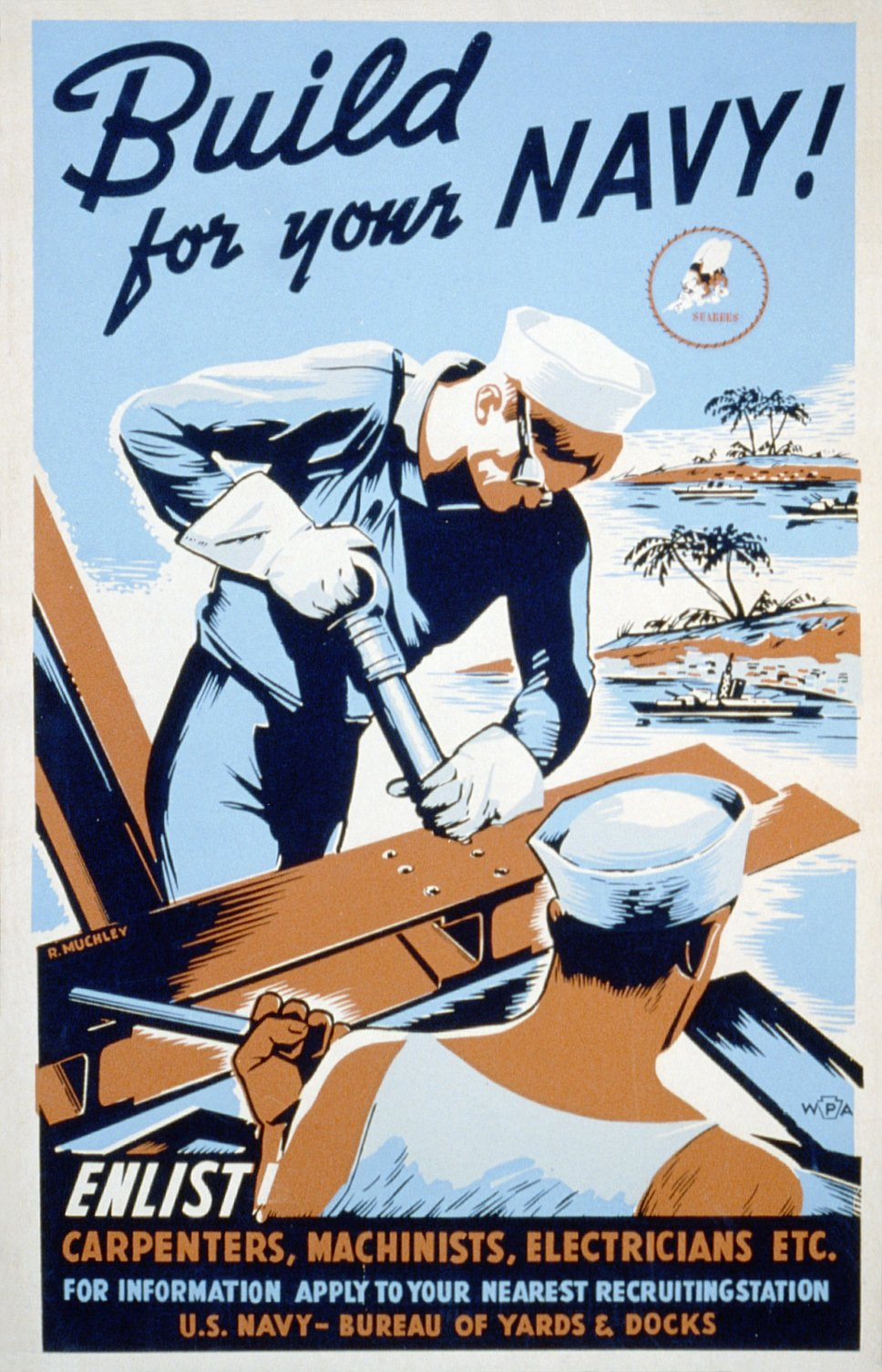
Cartel de propaganda de la Segunda Guerra Mundial para reclutar obreros cualificados en los Seabees.

Los Seabees en la Segunda Guerra Mundial desempeñaron un papel muy importante, especialmente en el teatro de operaciones del Pacífico. Los 325.000 hombres de los seabees de la Armada de Estados Unidos llegaron a construir infraestructuras militares por un valor superior a los 10.000 millones de dólares. También lucharon y sufrieron bajas porque los miembros de los Batallones de la Construcción (CB, en sus siglas en inglés) eran asimismo combatientes que habían recibido adiestramiento militar. Por eso más de dos mil Seabees recibieron el Corazón Púrpura solo en el escenario del Pacífico.

## Nacimiento

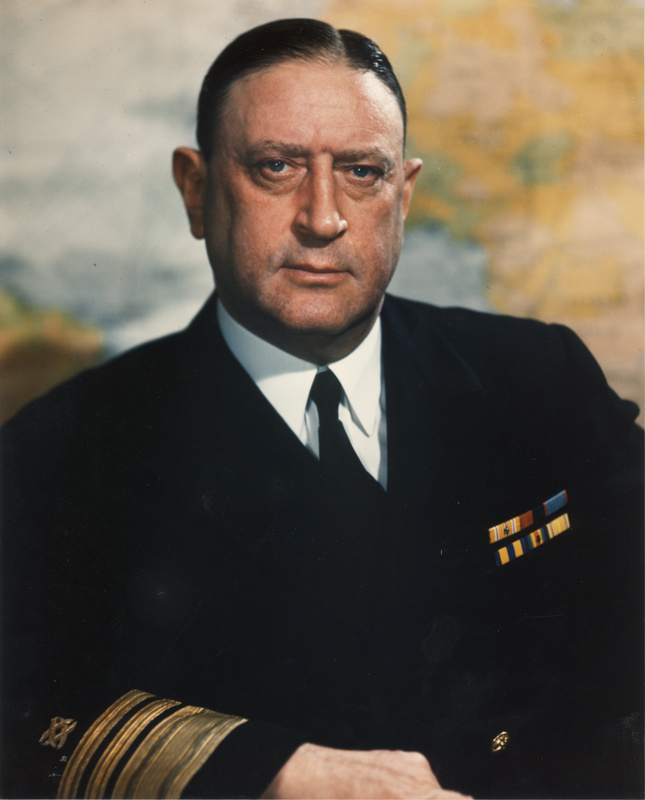
Almirante Ben Moreell, fundador de los Seabees.

Los Seabees nacieron precisamente tres meses después de la entrada de Estados Unidos en la Segunda Guerra Mundial tras el ataque a Pearl Harbor. Fue una iniciativa del almirante Ben Moreell, consciente de la necesidad de formar batallones navales de ingenieros, obreros cualificados y capataces procedentes de la construcción civil, a pesar de que cuando presentó la propuesta a finales de diciembre de 1941 tuvo que vencer la oposición de parte de la Armada de Estados Unidos que no admitía que oficiales y tropa pudieran estar bajo la autoridad de personas procedentes del mundo civil. Los Batallones de la Construcción (o CB, por sus siglas en inglés), y que pasarían a conocerse como Seabees (literalmente «abeja del mar») por la pronunciación del acrónimo CB en inglés, fueron creados oficialmente el 4 de marzo de 1942 bajo la divisa ideada por el propio Moreell «Construimus, Batuimus» ('Construimos, Luchamos').
Según el Centro Histórico Naval estadounidense, citado por el historiador Paul Kennedy, «los primeros reclutas fueron hombres que habían ayudado a construir la presa de Boulder, las carreteras nacionales y los rascacielos de Nueva York; que habían trabajado en las minas y canteras y excavado túneles del metro; que habían trabajado en astilleros y construido muelles y embarcaderos e incluso transatlánticos y portaaviones… Conocían más de sesenta oficios cualificados». Antes de ser enviados al frente los reclutas de los Batallones de la Construcción pasaban por un periodo de entrenamiento y de prácticas intensivo.

## Los Seabees en Europa

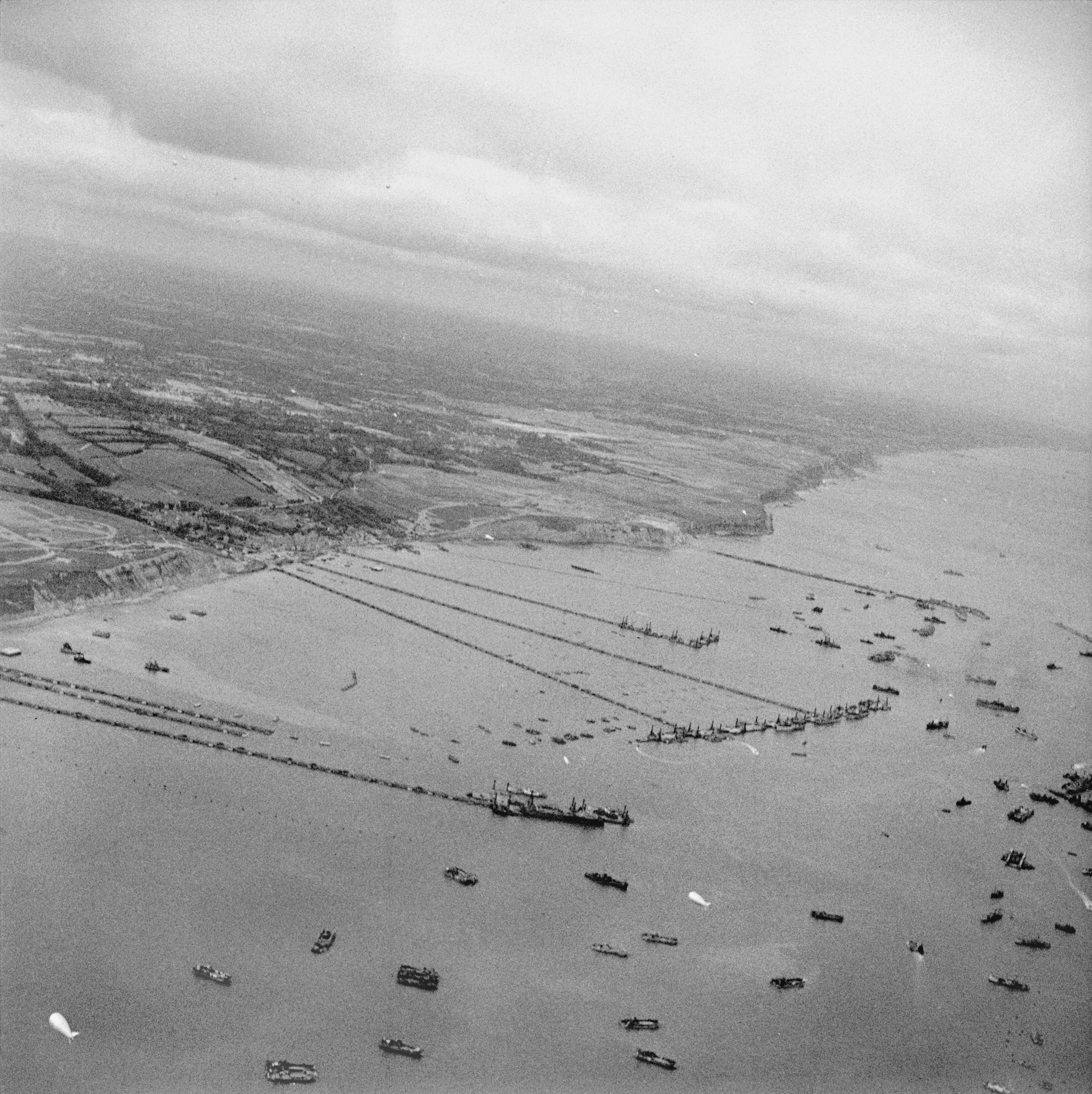
Vista aérea de uno de los puertos artificiales llamado Mulberry, ensamblado por los Seabees frente a Arromanches, Normandía (septiembre de 1944).

Aunque en el teatro europeo en la Segunda Guerra Mundial los Seabees solo desarrollaron el 20% del total de las infraestructuras militares construidas por ellos durante ese conflicto, su aportación fue importante especialmente en la invasión aliada de Sicilia, en el desembarco de Salerno con el que se inició el avance por la Italia continental y en el desembarco de Normandía de junio de 1944. En este último caso intervinieron diez mil Seabees del 25.º Regimiento de Construcción Naval, ocupándose inicialmente, junto con las unidades de ingenieros del Ejército de Tierra, de demoler los obstáculos de hormigón y acero del Muro del Atlántico construido por los alemanes en las playas para impedir el desembarco y el avance de las tropas aliadas. También fueron Seabees los que manejaron la mayoría de las lanchas de desembarco en el día D, el 6 de junio de 1944, y asimismo remolcaron y anclaron miles de pontones para desembarcar los vehículos pesados. Pero posiblemente su aportación más decisiva en el desembarco de Normandía fue el ensamblaje de los puertos artificiales Mulberry destinados a resguardar las cabezas de playa una vez conquistadas.
Tras el desembarco de Normandía los Seabees siguieron realizando intervenciones relevantes, como la rápida reconstrucción de los estratégicos puertos de Cherburgo y El Havre que habían sido completamente devastados por los equipos de demolición alemanes. Solo once días después de haber sido tomado volvió a estar operativo el puerto de Cherburgo, lo que fue clave para el desembarco de hombres y de material aliados. También fue muy importante su labor de construcción de puentes de pontones sobre el Rin para permitir la penetración de las tropas estadounidenses y británicas en el interior de Alemania.

## Los Seabees en el Pacífico

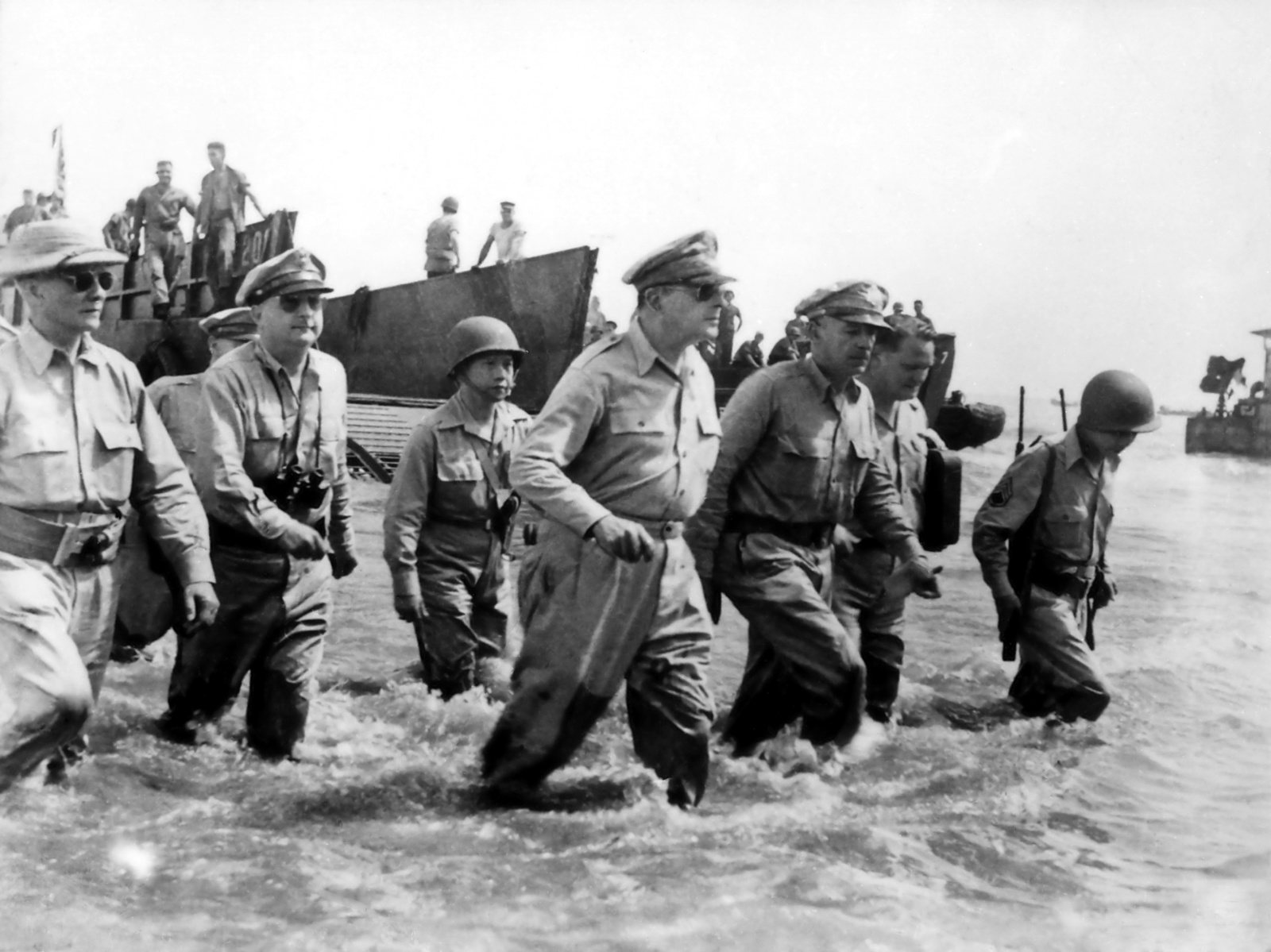
El general Douglas MacArthur desembarca en Filipinas (octubre de 1944). Esta famosa foto fue posible porque el ejército y los fotógrafos ya se encontraban en la orilla gracias a los pontones y piezas de paso elevados ensambladas por los Seabees.

En el teatro de operaciones de Asia y del Pacífico la aportación de los Seabees aún fue más importante pues allí desarrollaron el 80% de sus actuaciones. Construyeron 111 grandes pistas de aterrizaje, 441 embarcaderos, depósitos de combustible para almacenar 380 millones de litros de gasolina, viviendas para un millón y medio de hombres y hospitales para 70.000 pacientes.
Una de sus primeras intervenciones fue en Bora Bora donde en unas circunstancias muy difíciles, pues la isla estaba devastada por la enfermedad, lograron construir en un tiempo récord los depósitos de combustible que utilizaron los barcos y aviones que participaron en la batalla del Mar del Coral. Otra fue en Guadalcanal donde desembarcaron junto con los marines para reparar las pistas de aterrizaje del Campo Henderson y demoler las instalaciones japonesas. Asimismo formaron parte de las tropas que al mando del general MacArthur avanzaron desde Papúa Nueva Guinea y las islas Salomón hasta las islas Célebes y las islas Filipinas. De hecho la famosa foto de MacArthur desembarcando en Filipinas en octubre de 1944 solo fue posible porque el ejército y los fotógrafos ya se encontraban en la orilla gracias a los pontones y piezas de paso elevados ensambladas por los Seabees.
En Filipinas, como ya habían hecho en las islas Marshall y en las islas Carolinas, desarrollaron una amplia labor construyendo bases para los navíos de superficie y de los submarinos, aeródromos, instalaciones de reparación, carreteras, viviendas y hospitales para la enorme cantidad de tropas estadounidenses que se reunieron allí para realizar la invasión de Japón, aunque ésta no llegó a producirse a causa de la rendición de Japón tras el lanzamiento de las bombas atómicas de Hiroshima y Nagasaki. Precisamente la pista de la isla de Tinian desde donde despegaron los B-29 que lanzaron las bombas había sido construida por los Seabees.

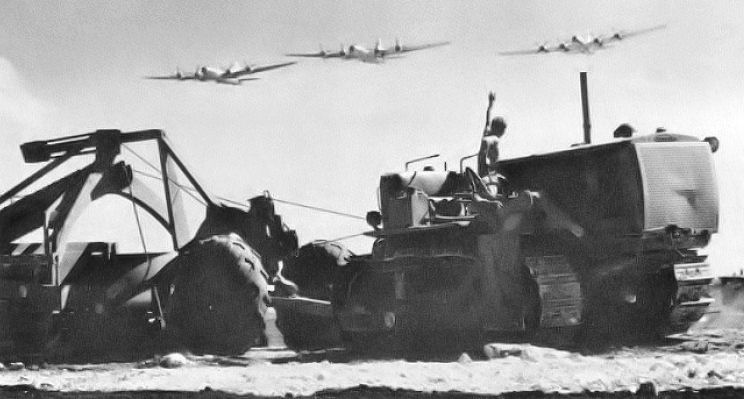
Miembro de los Seabees conduciendo un bulldozer durante la construcción de una de las pistas de aterrizaje de la isla de Tinian y saludando a una formación de B-29.

Esa es una de las razones por las que se suelen considerar las actuaciones de los Seabees en las islas Marianas de Guam, Saipán, Taipán y Tinian como las más importantes que desarrollaron en toda la guerra. En la batalla de Tinian fueron claves pues hicieron posible el desembarco de los marines en las playas de más difícil acceso y que por tanto contaban con menos defensas de los japoneses ya que no esperaban que los estadounidenses atacaran por ellas. En tres horas un regimiento entero de marines pudo desembarcar gracias a las rampas móviles que los Seabees habían diseñado y luego emplazado para salvar los arrecifes de coral. Una vez ocupada la isla los Seabees construyeron rápidamente tres aeródromos —además de otros dos en Guam y Saipán— desde cuyas pistas levantadas sobre cimientos de coral pudieron despegar los B-29 que comenzaron a bombardear Japón. Su primera incursión la realizaron el 24 de noviembre de 1944 y, como ha señalado el historiador Paul Kennedy, «desde ese momento, un continuo torrente de B-29, volando a elevada altitud y brillando intensamente al reflejarse la luz del sol del Pacífico en su fuselaje plaetado, se dirigieron al norte para castigar al enemigo».